# 金禮
金禮（1425年—？），字敬之，浙江嘉興府秀水縣人，軍籍，明朝政治人物。同進士出身。

## 生平
景泰四年（1453年）癸酉科浙江鄉試第七十七名。景泰五年（1454年）聯捷甲戌科會試第二百二十二名，殿試登進士第三甲第一百九十三名。

## 家族
曾祖父金壽。祖父金玉。父亲金鑑。